# 若望二十三世广场
若望二十三世广场（Square Jean-XXIII）是法国巴黎的一个广场，位于巴黎第四区的城岛，巴黎圣母院的后侧。该广场以教宗若望二十三世命名。
广场上有一个圣母喷泉（Fontaine de la Vierge）。1906年，但丁学会在广场上竖立了卡洛·哥尔多尼半身雕像。17世纪诗人和作家尼古拉·布瓦洛也曾住在此处。 

若望二十三世广场
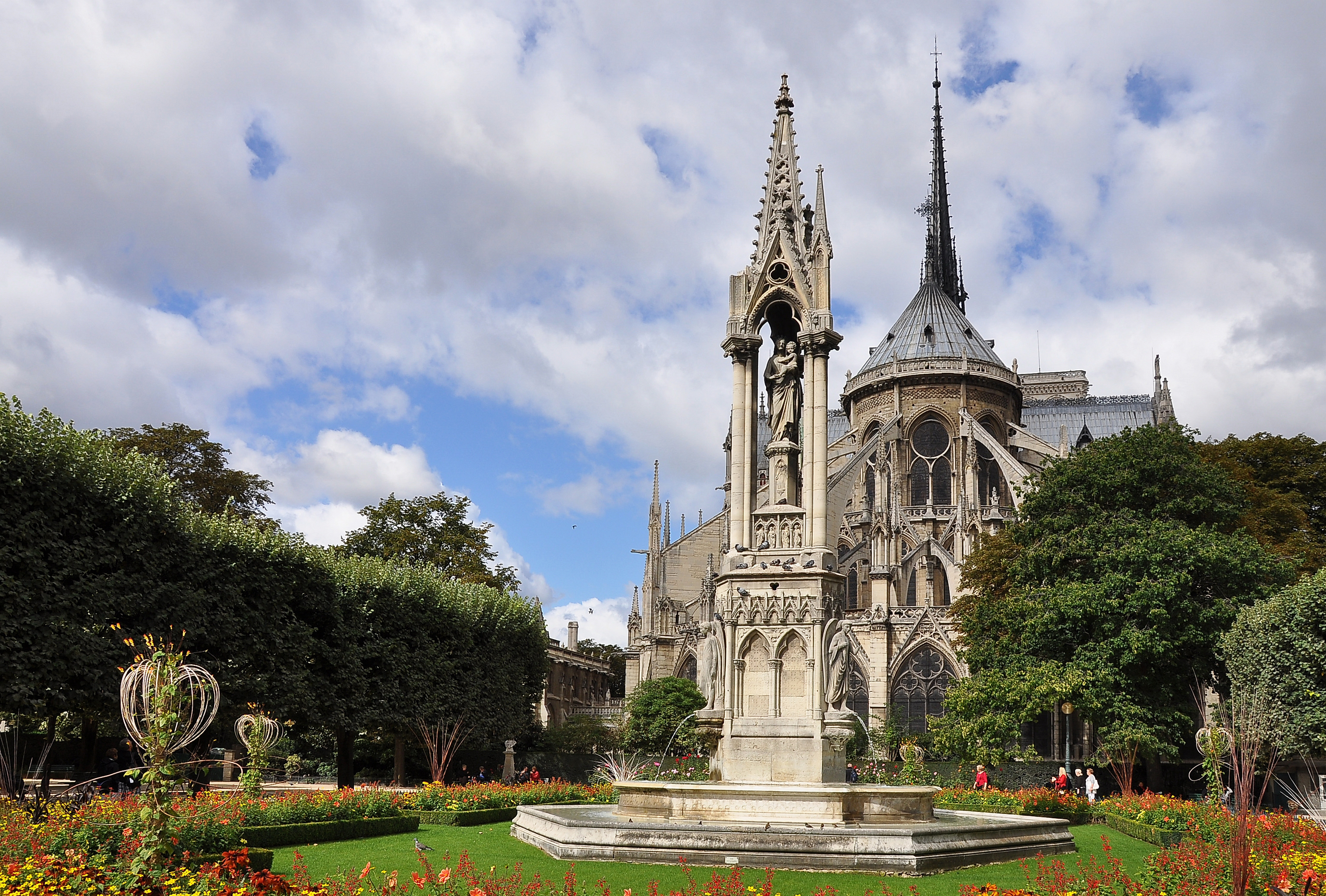
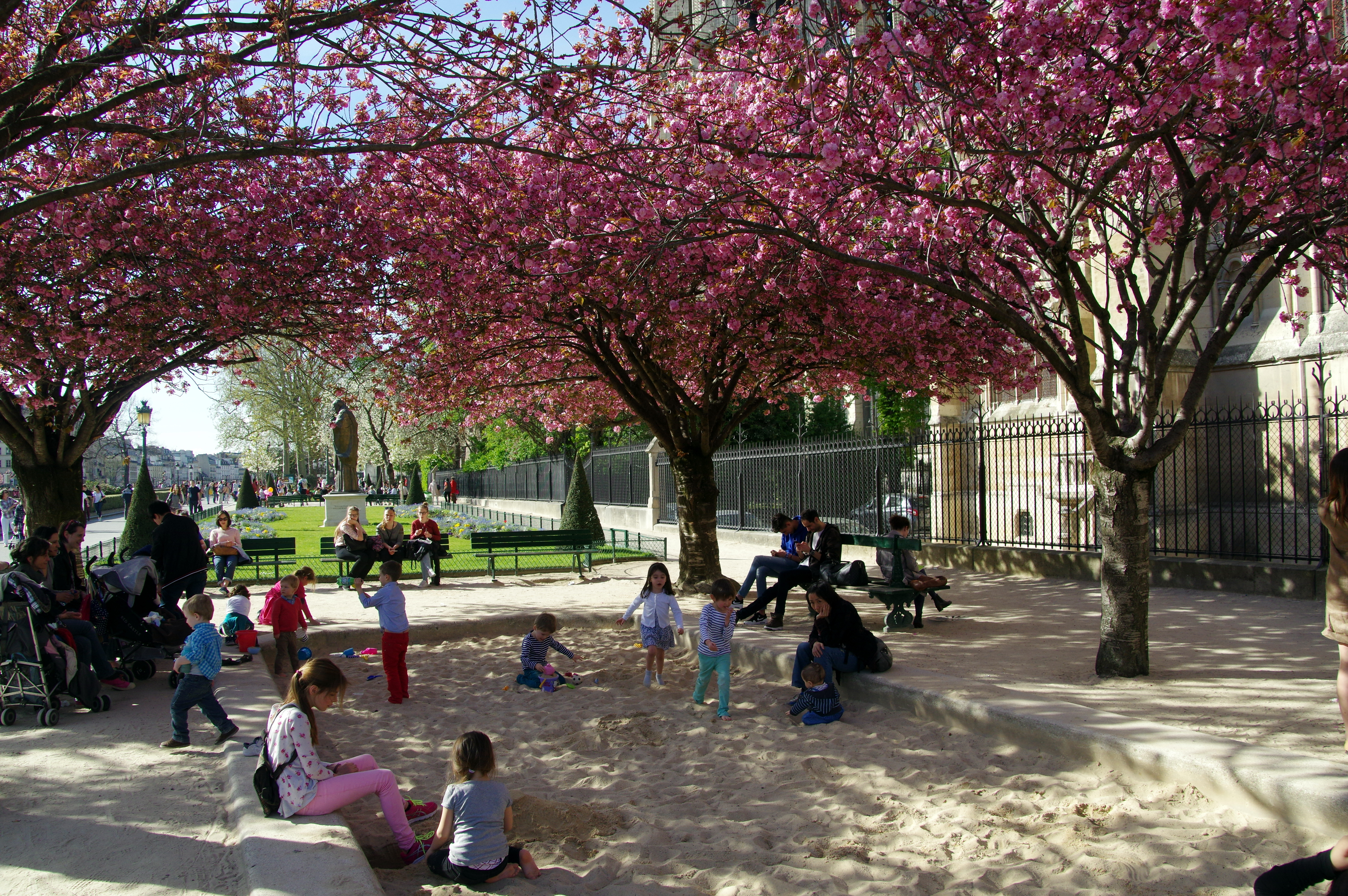
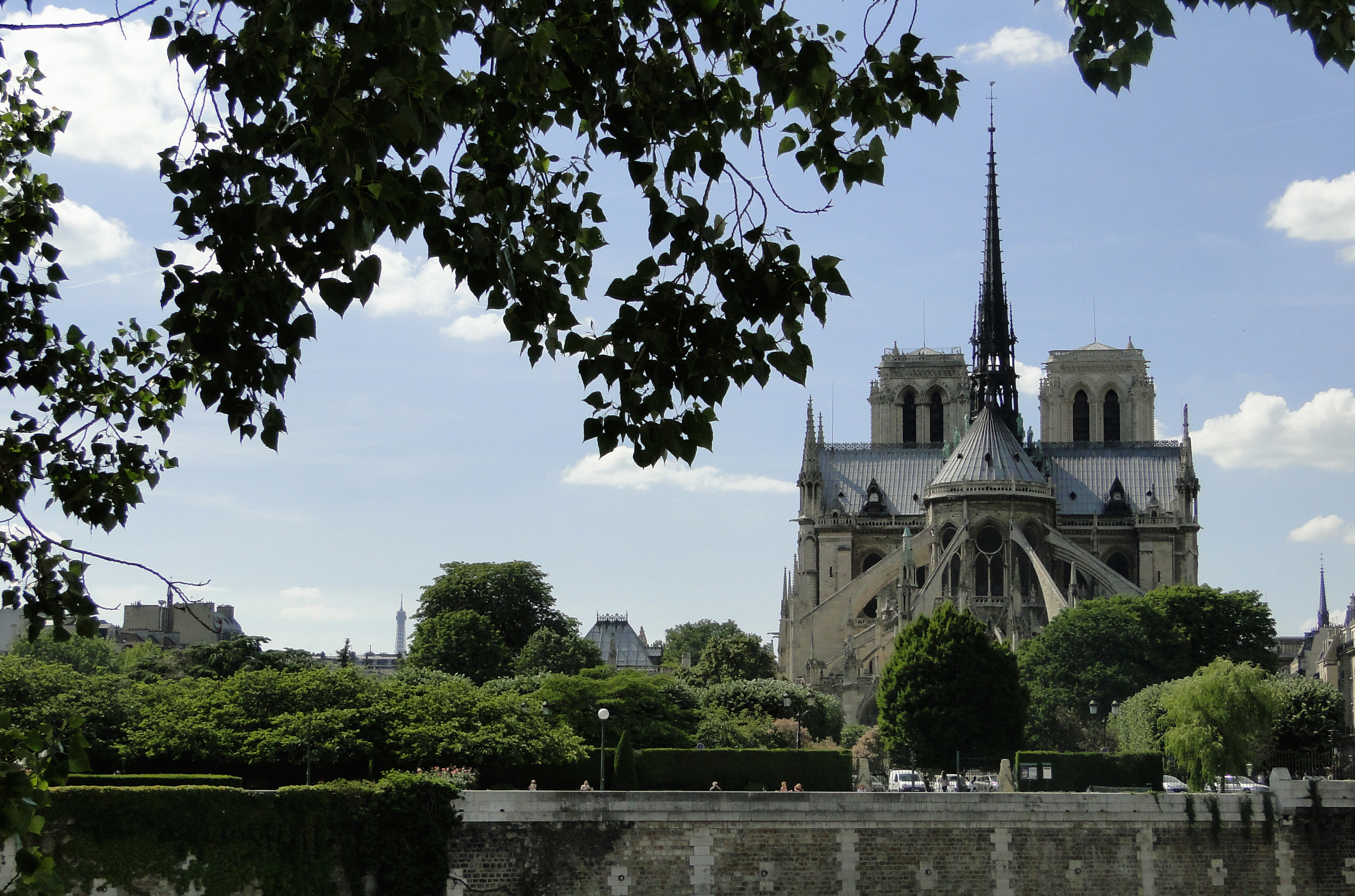